# Elmar Qasımov
Elmar Qasımov (Xırdalan, 2 novembre 1988) è un judoka azero.

## Palmarès
- Olimpiadi

Rio de Janeiro 2016: argento nei 100 kg.
- Europei

Chelyabinsk 2012: bronzo nei 100 kg.
Montpellier 2014: argento nei 100 kg.